# Fargezja
Fargezja (Fargesia Franchet) – rodzaj bambusów należący do rodziny wiechlinowatych. Obejmuje około 80 gatunków występujących na stanowiskach naturalnych w Chinach, częściowo także w Wietnamie.
Wybrane gatunki znajdują zastosowanie jako rośliny ozdobne, niektóre z nich mogą być z powodzeniem uprawiane w warunkach klimatycznych Polski.

## Systematyka
Pozycja systematyczna według APweb (aktualizowany system APG IV z 2016)
Rodzaj należący do rodziny wiechlinowatych (Poaceae), rzędu wiechlinowców (Poales). W obrębie rodziny należy do podrodziny Bambusoideae, plemienia Bambuseae
Pozycja w systemie Reveala (1994–1990)
Gromada okrytonasienne (Magnoliophyta Cronquist), podgromada Magnoliophytina Frohne & U. Jensen ex Reveal, klasa jednoliścienne (Liliopsida Brongn.), podklasa komelinowe (Commelinidae Takht.), nadrząd Juncanae Takht., rząd wiechlinowce (Poales Small), rodzina wiechlinowate (Poaceae (R. Br.) Barnh.), rodzaj fargezja.
Gatunki uprawiane w Polsce
- fargezja lśniąca (Fargesia nitida (Mitf.)P.C.Keng)
- fargezja olbrzymia (Fargesia robusta Yi)
- fargezja parasolowata (Fargesia murielae (Gamble)Yi)
- fargezja rozłożysta (Fargesia rufa Yi)
- fargezja szorstka (Fargesia scabrida Yi)

## Morfologia
Charakterystyczny dla rodzaju jest kępowy charakter wzrostu.  Pędy średniej, na tle podrodziny bambusowych, wysokości, wysmukłe, często z białym nalotem poniżej węzła. Pochwy pędowe długo utrzymujące się. Gałązki od trzech do wielu w jednym węźle. Liście stosunkowo małe, wąskie.